# Mexidrilus minutissimus
Mexidrilus minutissimus är en ringmaskart som först beskrevs av Erséus 1987.  I den svenska databasen Dyntaxa används istället namnet Mexidrilus minutissiumus. Mexidrilus minutissimus ingår i släktet Mexidrilus och familjen glattmaskar. Arten är reproducerande i Sverige. Inga underarter finns listade i Catalogue of Life.